# Museu de Arte Sacra de Pernambuco
O Museu de Arte Sacra de Pernambuco (MASPE) é um museu brasileiro localizado em um prédio histórico de Olinda, no estado de Pernambuco.

## Histórico
O prédio que hoje abriga o Museu de Arte Sacra foi construído no século XVII, no Alto da Sé, a colina sobre a qual Duarte Coelho fundou a cidade, em 1535. Inicialmente serviu como a Casa da Câmara do Senado de Olinda. Com a chegada do primeiro Bispo de Pernambuco, Dom Estevão Brioso de Figueiredo, em 1676, que ali também se instalou, passou a ser também Palácio Episcopal, função que se tornaria exclusiva a partir de 1690.
No século XIX o casarão sofreu novas modificações, servindo como residência coletiva de religiosos, colégio e quartel do exército durante a 2ª Guerra Mundial, mas preserva dois torreões originais e as doze janelas com balcões de madeira do piso superior. Na sua fachada ainda se encontra o antigo brasão episcopal e uma placa da UNESCO, que declara a cidade Monumento da Humanidade.
O museu ocupa o local desde 1974, e em 1977 a FUNDARPE realizou novas reformas, reinstalando na entrada do Museu seus azulejos portugueses.

## O acervo
Seu acervo é composto por imagens antigas eruditas policromadas e douradas, além de pinturas e arte sacra popular e objetos do culto nas igrejas. O acervo fixo do MASPE partiu de peças cedidas pela Arquidiocese de Olinda e Recife, sendo, posteriormente, enriquecido. Hoje, reúne peças religiosas do século XVI ao atual, incluindo importantes exemplares de arte popular contemporânea.
O espaço expositivo do museu divide-se em sete salas temáticas:
- Sala Olinda, Monumento Cultural, com fotos, mapas, pinturas, documentos e peças arqueológicas referentes à cidade.
- Sala dos Santos de Procissão, onde se mostram santos de roca (imagens apenas parcialmente esculpidas, e vestidas com roupas de tecido) e imagens processionais.
- Sala dos Santos e Relicários, com imagens do século XVIII e alguns relicários e braços-relicários.
- Sala dos Santos de Gesso, concentrando-se em estátuas de origem francesa do século XIX, algumas com estrutura de ferro e policromadas.
- Sala Aspectos da Arte Sacra em Pernambuco, que procura montar um painel da evolução da  imaginária entre os séculos XVII e XIX.
- Sala O Altar na Igreja, recriando o interior de uma pequena igreja, com altar, imagens, confessionário, custódia, pinturas e objetos do culto.
- Sala da Via Sacra do Artesão e Presépio. Aqui estão expostas cenas da paixão, morte e ressurreição de Cristo, além de presépios de artesãos pernambucanos do interior e da capital, dentre os quais se destacam Ana Pamplona, Galdino, Mestre Saúba e Wandecock.

O museu desenvolve uma programação movimentada, com cursos, palestras e mostras que acompanham o ciclo litúrgico e o calendário religioso. Está localizado na rua Bispo Coutinho, 726.

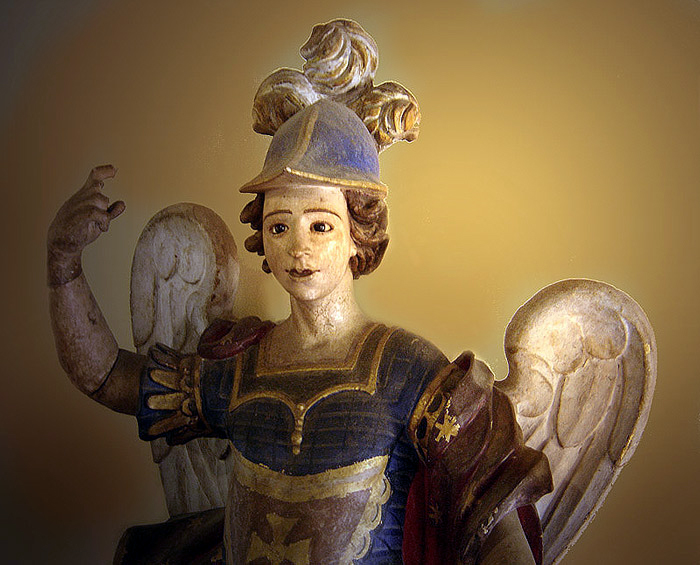
São Miguel
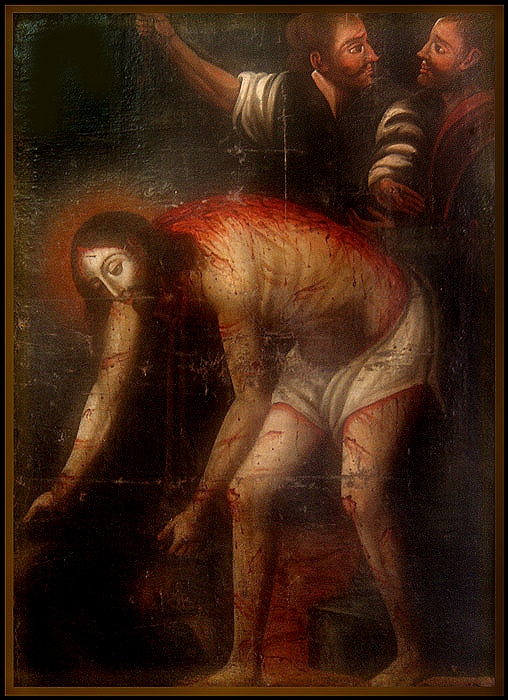
Cristo açoitado
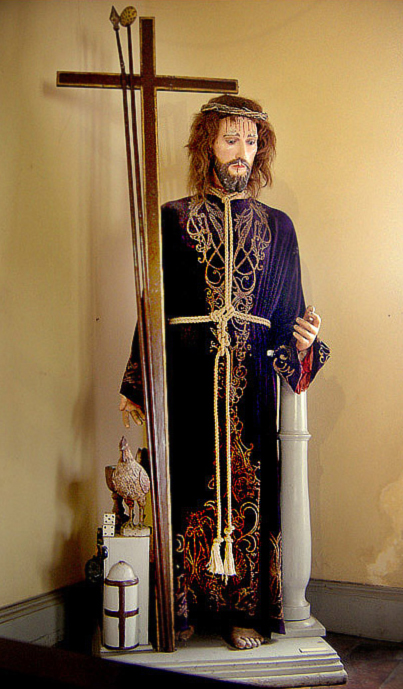
Imagem de roca representando Cristo com os símbolos da Paixão